# Š’ Tchaj-feng
Š’ Tchaj-feng (čínsky pchin-jinem Shí Tàifēng, znaky 石泰峰; * září 1956) je čínský komunistický politik, člen politbyra, tajemník sekretariátu a vedoucí oddělení jednotné fronty ústředního výboru Komunistické strany Číny (vše od 2022) a současně i první místopředseda celostátního výboru Čínského lidového politického poradního shromáždění (od 2023). Předtím působil jako tajemník vnitromongolského oblastního výboru KS Číny (2019–2022), tajemník ningsiaského oblastního výboru KS Číny (2017–2019) a guvernér Ťiang-su (2016–2017), v letech 2011–2017 zastával vyšší stranické funkce v provincii Ťiang-su (zástupce tajemníka provinčního výboru strany a tajemník v prefektuře Su-čou). Od roku 2012 je členem širšího vedení KS Číny jako kandidát (2012–2017) a člen (od 2017) ústředního výboru.

## Život
Š’ Tchaj-feng se narodil v září 1956 v okresu Jü-še ležícím v centrální části provincie Šan-si. Po střední škole byl roku 1974 jako „vzdělaný mladík“ poslán pracovat do venkovské obce Ta-čaj v rodném okresu Jü-še. V letech 1975–1978 se vyučil a pracoval v továrně na obráběcí stroje v Šan-si. Od roku 1978 studoval právo na Pekingské univerzitě, kterou absolvoval roku 1985; během studia, roku 1982, vstoupil do Komunistické strany Číny. Poté vyučoval na ústřední stranické škole, přičemž v letech 1987–1988 byl poslán na jednoletou stáž do okresu Ťin v provincii Che-pej jako zástupce tajemníka okresního výboru strany a v letech 1991–1992 opět na jeden rok odjel studovat na Amsterdamskou univerzitu. Na ústřední stranické škole postupně postoupil z řadového učitele až na zástupce ředitele školy (od roku 2002). Roku 2008 byl zvolen poslancem Všečínského shromáždění lidových zástupců a členem jeho stálého výboru, přičemž působil v právním výboru shromáždění.
V září 2010 byl přeložen ze stranické školy do vedení strany v provincii Ťiang-su, v němž převzal vedení organizačního oddělení, roku 2011 byl zvolen zástupcem tajemníka provinčního výboru KS Číny v Ťiang-su. Na závěr XVIII. sjezdu KS Číny v listopadu 2012 ho delegáti sjezdu zvolili kandidátem ústředního výboru. V červnu 2014 začal souběžně vykonávat funkci stranického tajemníka v prefektuře Su-čou, oblasti s vysokou koncentrací výroby a zahraničních investic. V prosinci 2015 byl povýšen na úřadujícího guvernéra Ťiang-su, kde nahradil Li Süe-junga, který odešel do důchodu z důvodu věku. Ve funkci guvernéra byl potvrzen na zasedání provinčního lidového shromáždění v lednu 2016.
V dubnu 2017 byl zvolen tajemníkem výboru KS Číny v autonomní oblasti Ning-sia. Na závěr XIX. sjezdu KS Číny v říjnu 2017 byl zvolen členem ústředního výboru. V říjnu 2019 byl zvolen tajemníkem vnitromongolského oblastního výboru KS Číny. Během svého působení měl na starosti protikorupční kampaň ve Vnitřním Mongolsku, která postihla více než 60 vysokých místních úředníků. Přechod jazyka výuky některých školních předmětů z mongolštiny na čínštinu vedl k vypuknutí protestů.
Ve Vnitřním Mongolsku zůstal do dubna 2022. Od května 2022 převzal úřad prezidenta Čínské akademie společenských věd, kde vystřídal Sie Fu-čana. Na XI. sjezdu KS Číny v říjnu 2022 byl potvrzen v ústředním výboru načež ho ústřední výbor zvolil členem politbyra a tajemníkem sekretariátu. Vzápětí byl jmenován vedoucím oddělení jednotné fronty ÚV KS Číny místo Jou Čchüana, který odešel z vedení strany na penzi. V březnu 2023 při obnově státních orgánů na další funkční období byl zvolen prvním místopředsedou celostátního výboru Čínského lidového politického poradního shromáždění.